# Sophia Akuffo
Sophia Akuffo (20 de diciembre de 1949) es una política, abogada y jueza ghanesa.
Fue la Jefa de Justicia de Ghana desde 2017 hasta el 20 de diciembre de 2019. Integró la Suprema Corte de Justicia de ese país desde 1995.

## Educación
Cursó la escuela secundaria en el Wesley Girls' High School de  Cape Coast y se recibió de Bachiller en leyes en la Universidad de Ghana. En la escuela de Leyes de Ghana se recibió de abogada. Realizó su experiencia personal con Nana Akufo-Addo antes de viajar a Harvard para realizar en la Universidad de esa ciudad un postgrado en leyes.

## Trayectoria
Akuffo integró el comité de gobierno del Commonwealth Judicial Education Institute, y presidió el Alternative Dispute Resolution Task Force. En 2006 fue elegida como una de las primeras juezas de la Corte Africana de Derechos Humanos y de los Pueblos, en principio por dos años y posteriormente reelecta hasta 2014 siendo presidente y vicepresidente de la Corte.
Akuffo es la autora de The Application of Information & Communication Technology in the Judicial Process – the Ghanaian Experience, una presentación para el African Judicial Network editada en 2002.
Fue candidata a Jefa de Justicia el 11 de mayo de 2017 propuesta por Nana Akufo-Addo sujeto a la aprobación del Parlamento. El presidente Akufo-Addo le tomó juramento el 19 de junio de 2017 como la 30.ª Jefa de Justicia de la República de Ghana. La última sentencia en la que estuvo involucrada fue el 18 de diciembre de 2019, cuando la Corte Suprema dictó un fallo unánime de que los tribunales podían reunirse los fines de semana y días festivos para tratar casos legales urgentes. También habló de su gratitud a algunos expresidentes de Ghana. Entre ellos, John Atta Mills, quien fue su profesor de Tributación en la Facultad de Derecho de Ghana y también la nominó para el Tribunal Africano de Derechos Humanos y de los Pueblos en Etiopía. También citó a Jerry Rawlings, quien la nominó para la Corte Suprema en 1995 y John Kufuor, quien la nominó para la Corte Africana de Derechos Humanos y de los Pueblos en 2006.  Se convirtió en presidente de este tribunal con el apoyo de John Mahama y fue nominada por Nana Akufo-Addo como Presidente del Tribunal Supremo.